# Death Race (игра, 1976)
Death Race — компьютерная игра для аркадных автоматов, выпущенная компанией Exidy в 1976 году. Это была одна из первых видеоигр, которая содержала сцены насилия и породила множество протестов и возмущений в США.
Игра была разработана Хауэллом Айви (Howell Ivy) и основана на фильме 1975 года «Death Race 2000» Пола Бартела.

## Игровой процесс
Игрок (от одного до двух одновременно) управлял автомобилем, движущимся по трассе (вид сверху). Управление осуществлялось с помощью педали газа и рулевого колеса. Объекты, которые двигались навстречу автомобилю и уворачивались от него, назывались «Гремлины». Когда игрок давил их, они издавали крики и превращались в надгробия. Это усложняло игру, так как впоследствии игровой экран загромождался надгробиями, которых игроку нужно было избегать.
За раздавленных «гремлинов» игроку начислялись очки:
- 1—3 очка: крушитель скелетов;
- 4—10 очков: ломатель костей;
- 11—20 очков: охотник на гремлинов;
- 21 и более очков: водитель-эксперт.

## Влияние на общественность
Графика игры была черно-белой и примитивной, но «Гремлины» были похожи на фигурки людей и рабочее название игры было «Пешеход», поэтому последствия были ясны. Несмотря на отрицание президентом Exidy Питом Кауфманом присутствия насилия в игре, она вызвала волну протеста в СМИ. Эти споры повысили продажи игры, как ни у какого другого подобного продукта, но общественный протест был настолько силен (это породило первый в мире организованный протест против насилия в видеоиграх, организованный Ронни Ламм), что выпущено было всего 500 копий.